# Tragocephala suturalis
Tragocephala suturalis är en skalbaggsart som beskrevs av Jordan 1903. Tragocephala suturalis ingår i släktet Tragocephala och familjen långhorningar. Inga underarter finns listade i Catalogue of Life.